# Александровский район (Кировоградская область)
Алекса́ндровский райо́н (укр. Олекса́ндрівський райо́н) — упразднённая административная единица Кировоградской области Украины.
Административный центр — посёлок городского типа Александровка.

## История
Создан в 1923 году на территории бывших Александровской и Ставидлянской волостей Чигиринского уезда и вошёл в состав Черкасского округа Киевской губернии. В 1925 году к району были присоединена часть территории упразднённого Трилесского района. В 1931 году Александровский район был упразднён, а его территория была присоединена к Каменскому району. В 1935 году район был восстановлен и вошёл в состав Киевской области. В 1937 году Буртовский сельский совет, с центром в селе Бурты, был передан в состав Златопольского района. В 1939 году район был включён в состав новообразованной Кировоградской области
12 ноября 1959 года к Александровскому району был присоединён Елизаветградковский район. В 1962 году, в ходе укрупнения районов в Украинской ССР, к Александровскому району была присоединена территория Знаменского района, однако уже в 1965 году Знаменский район вновь был образован. Позже, в том же году, в Знаменский район была передана территория Цибулёвского сельского совета с селом Цибулёво.
17 июля 2020 года в результате административно-территориальной реформы район вошёл в состав Кропивницкого района. На его территории была сформирована Александровская поселковая община.

## Состав района
На момент упразднения в состав района входили следующие населённые пункты:
- Александровский поселковый совет:
  - Александровка
  - Китайгород
  - Севериновка
- Елизаветградковский поселковый совет:
  - Елизаветградка
  - Плешки
- Лесовский поселковый совет:
  - Лесовое
- Бирковский сельский совет:
  - Бирки
- Бовтышский сельский совет:
  - Бовтышка
- Букварский сельский совет:
  - Букварка
  - Раздолье
  - Тарасовка
- Весёловский сельский совет:
  - Весёлое
  - Гаёвое
  - Полевое
- Высшеверещаковский сельский совет:
  - Буряковое
  - Высшие Верещаки
  - Любомирка
  - Настино
- Голиковский сельский совет:
  - Голиково
  - Крымки
- Ивангородский сельский совет:
  - Ивангород
  - Стрымовка
- Красносёлковский сельский совет:
  - Бандурово
  - Красносёлка
- Красносельский сельский совет:
  - Гутницкая
  - Красноселье
- Михайловский сельский совет:
  - Григоровка
  - Михайловка
- Несватковский сельский совет:
  - Несватково
- Подлесненский сельский совет:
  - Подлесное
- Разумовский сельский совет:
  - Николаевка
  - Разумовка
- Родниковский сельский совет:
  - Липовка
  - Марьяновка
  - Могилёв Курень
  - Родниковка
  - Ясиноватка
- Сосновский сельский совет:
  - Низшие Верещаки
  - Сосновка
- Ставидлянский сельский совет:
  - Свитова Зирка
  - Ставидла
  - Хайновка
- Староосотский сельский совет:
  - Ивановка
  - Новая Осота
  - Поселяновка
  - Старая Осота
- Трилесский сельский совет:
  - Антоновка
  - Трилесы
- Цветновский сельский совет:
  - Ружичево
  - Цветное
- Ясиновский сельский совет:
  - Беляевка
  - Омельгород
  - Ясиновое